# Avantasia (EP)
Avantasia è l'EP che anticipò il primo album di Avantasia, uscito nel 2000.

## Formazione
- Tobias Sammet (voce e tastiere)
- Michael Kiske (voce)
- David DeFeis (voce)
- Henjo Richter (chitarra elettrica)
- Markus Großkopf (basso elettrico)
- Alex Holzwarth (batteria)

## Tracce
1. Avantasia (Edit Version)
2. Reach Out For Light
3. The Final Sacrifice
4. Avantasia (Album Version)